# Chilocoyo Guadalupe
Chilocoyo Guadalupe är en ort i Mexiko.   Den ligger i kommunen Huehuetla och delstaten Puebla, i den sydöstra delen av landet, 170 km öster om huvudstaden Mexico City. Chilocoyo Guadalupe ligger 724 meter över havet och antalet invånare är 341.
Terrängen runt Chilocoyo Guadalupe är lite bergig. Runt Chilocoyo Guadalupe är det ganska tätbefolkat, med 207 invånare per kvadratkilometer. Närmaste större samhälle är Olintla, 4,3 km väster om Chilocoyo Guadalupe. I omgivningarna runt Chilocoyo Guadalupe växer i huvudsak städsegrön lövskog.